# Ministeri d'Hisenda i Funció Pública d'Espanya
El Ministeri d'Hisenda i Funció Pública d'Espanya va ser un dels departaments ministerials en els quals s'organitza l'Administració General de l'Estat. El seu titular era el ministre d'Hisenda i Funció Pública.
Fou creat l'any 2016 pel president del Govern d'Espanya, Mariano Rajoy, a través del Reial Decret 415/2016, de 3 de novembre, pel qual es reestructuren els departaments ministerials. Va ser suprimit l'any 2018 i les seves funcions van ser assumides pels Ministeris d'Hisenda i de Política Territorial i Funció Pública.

## Funcions
Corresponien al Ministeri d'Hisenda i Funció Pública la proposta i execució de la política del Govern d'Espanya:
- En matèria d'hisenda pública, de pressupostos i de despeses.
- En matèria de funció i governament públics.

## Estructura orgànica
El Ministeri d'Hisenda i Funció Pública s'estructurava en els següents òrgans superiors:
- La Secretaria d'Estat de d'Hisenda.
- La Secretaria d'Estat de Pressupostos i Despeses.
- La Secretaria d'Estat de Funció Pública.
- La Sotssecretaria d'Hisenda i Funció Pública.

## Organismes dependents
Els organismes de l'Administració General de l'Estat que depenien del Ministeri eren els següents:
- Delegacions d'Economia i Hisenda.
- Delegacions del Govern a les Comunitats Autònomes.
- Subdelegacions del Govern.
- Direccions Insulars de l'Administració General de l'Estat.
- Agència Tributària.

## Llista de ministres
| Legislatura           | Inici                 | Finalització                    | Nom                      | Partit |
| --------------------- | --------------------- | ------------------------------- | ------------------------ | ------ |
| XII (2016-actualitat) | 4 de novembre de 2016 | 2 de juny de 2018 (en funcions) | Cristóbal Montoro Romero | PP     |